# William Hull
William Hull (24 de junho de 1753 — 29 de novembro de 1825) foi um militar e político estadunidense. Lutou na revolução americana, foi governador do território de Michigan e general na guerra de 1812, pela qual ele é lembrado por ter se rendido aos britânicos em Detroit.